# Cancellus
Cancellus is een geslacht van kreeftachtigen uit de klasse van de Malacostraca (hogere kreeftachtigen).

## Soorten
- Cancellus canaliculatus (Herbst, 1804)
- Cancellus frontalis Forest & McLaughlin, 2000
- Cancellus investigatoris Alcock, 1905
- Cancellus laticoxa Forest & McLaughlin, 2000
- Cancellus macrothrix Stebbing, 1924
- Cancellus mayoae Forest & McLaughlin, 1998
- Cancellus ornatus Benedict, 1901
- Cancellus panglaoensis McLaughlin, 2008
- Cancellus parfaiti A. Milne-Edwards & Bouvier, 1891
- Cancellus quadraticoxa Morgan & Forest, 1991
- Cancellus rhynchogonus Forest & McLaughlin, 2000
- Cancellus sphaerogonus Forest & McLaughlin, 2000
- Cancellus spongicola Benedict, 1901
- Cancellus tanneri Faxon, 1893
- Cancellus typus H. Milne Edwards, 1836
- Cancellus viridis Mayo, 1973